# Marrubiu
Marrubiu (sardinsky: Marrùbiu) je italská obec (comune) v provincii Oristano v regionu Sardinie. Nachází se ve výšce 7 metrů nad mořem a má přibližně 4 600 obyvatel. Rozloha obce je 61,24 km².